# Otterhound
Otterhound är en  hundras från Storbritannien.

## Historia
Den är omnämnd redan år 1212 då Johan av England hade sådana, men man kan inte veta om detta syftar på föregångare till dagens otterhound, eller på hundar vilka som helst som användes till jakt på utter. Från Edward II:s regeringstid under början av 1300-talet finns dock en beskrivning som stämmer in på senare tiders otterhound: "rough sort of dog, between a hound and a terrier".
Fortfarande på 1800-talet uppvisade otterhounden en stor variation. Vid konsolideringen av rasen för att skapa en homogen rastyp under 1880-talet användes vad man vet förutom ursprungliga lantrashundar, även strävhårig foxhound och griffon nivernais. Sedan de första exemplaren kom till USA under början av 1900-talet har rasen renavlats där. I USA visades den på hundutställning första gången 1907.
I USA har den använts för jakt på mink, tvättbjörn, puma och björn.  När uttern fridlystes i Storbritannien så sent som 1978 avlivades de flesta av hundarna, endast två renrasiga koppel ligger till grund för den brittiska stammen sedan dess. Den är klassad som en sårbar inhemsk ras.

## Egenskaper
Otterhound har alltid jagat i koppel och hölls liksom foxhound traditionellt i jaktkennlar utan att registreras individuellt. De galopperar hellre än travar och är starka simmare med simhud mellan tårna.
Eftersom de under århundraden levt i flockar med endast den allra nödvändigaste mänskliga inblandning, kan de vara svåra att anpassa till moderna sociala miljöer. Även om de anses svårdresserade så har de ett godmodigt och vänligt sinnelag.

## Utseende
Under den vattenavstötande raggiga pälsen påminner den om blodhunden.